# Lobezský potok
Lobezský potok je pravostranný přítok řeky Ohře v Karlovarském kraji. Teče v okresech Cheb a Sokolov. Délka toku činí 19,5 km,, podle jiného zdroje činí délka potoka 19,95 km. Plocha povodí měří 42,85 km².

## Průběh toku
Potok pramení v centru Slavkovského lesa v národní přírodní rezervaci Kladské rašeliny, její lokalitě Paterák, dříve označované jako Zankovo rašeliniště (Zankfilz), asi 5 km jižně od zaniklé osady Vranov. Odsud vytékají tři menší potůčky, které se na okraji rašeliniště spojují do jednoho toku, což je považováno za pramen Lobezského potoka.
Horní tok pokračuje severním směrem podmáčenými smrčinami až k místu kde stával Bühnlův mlýn.
Dále potok teče nejprve lesem a potom loukami po okraji lesa až k místu, kde zprava přijímá Chalupecký potok. Odtud pokračuje k osadě Podstrání, dále pak podél silnice II/210 hlubokým údolím až k zaniklé obci Vítkov. Mezi zaniklým Vítkovem a okrajem Sokolova byl Lobezský potok sveden do přibližně 3 km dlouhého uměle vytvořeného koryta. Toto umělé koryto bylo vybudováno na konci 70. let 20. století v souvislosti s plánovanou otvírkou uhelného lomu Michal, ve kterém po ukončení těžby vzniklo umělé jezero Michal. K jeho napuštění byla využita voda z Lobezského potoka. Poslední přibližně tři kilometry až k soutoku s Ohří protéká Lobezský potok Sokolovem.

### Větší přítoky
- levé – Psí potok, Rychnovský potok
- pravé – Chalupecký potok, Milířský potok

## Vodní režim
Průměrný průtok Lobezského potoka u ústí činí 0,38 m³/s.

### Hospodářské využití

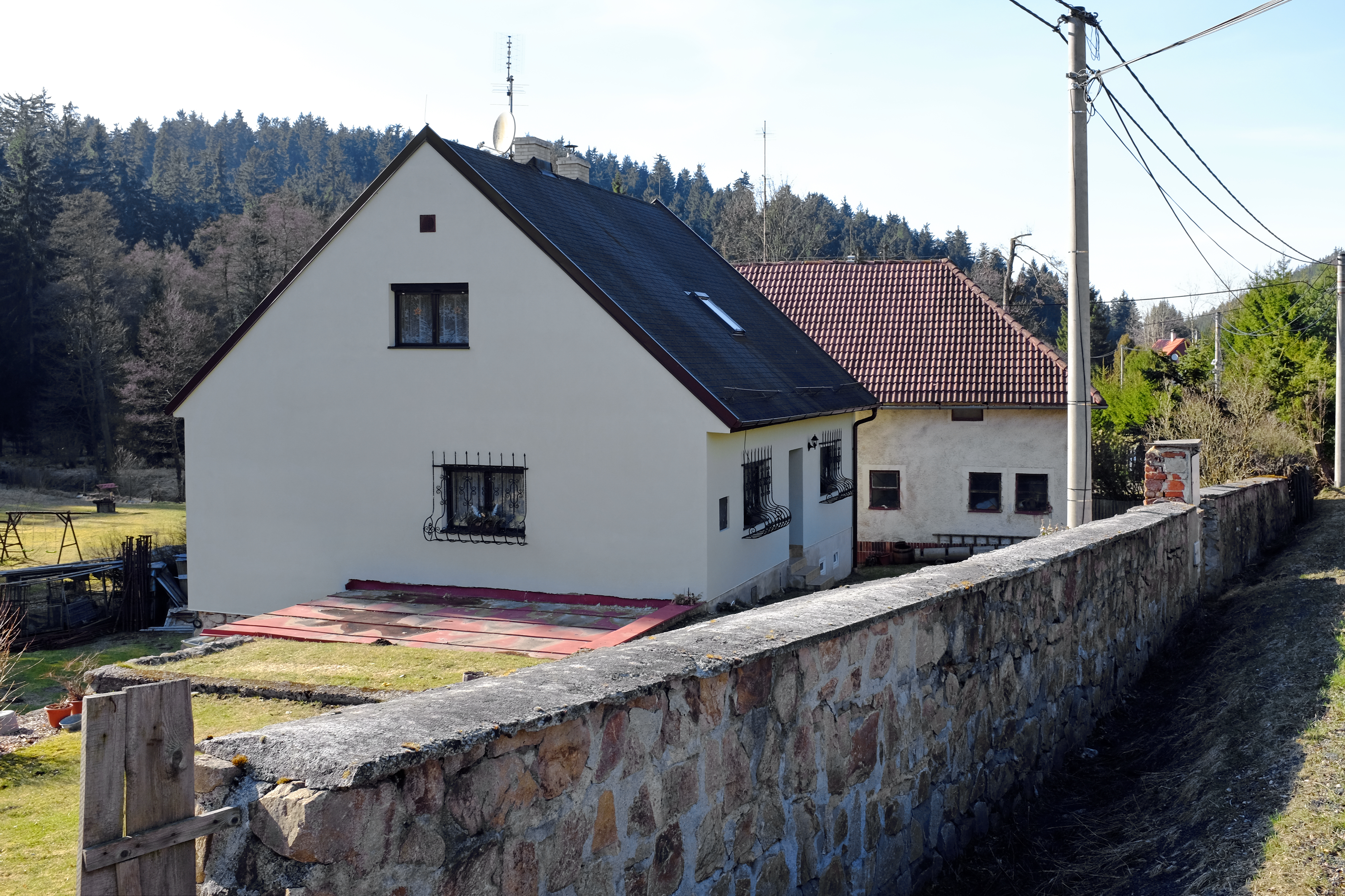
Chalupa na místě Schimmerova mlýna

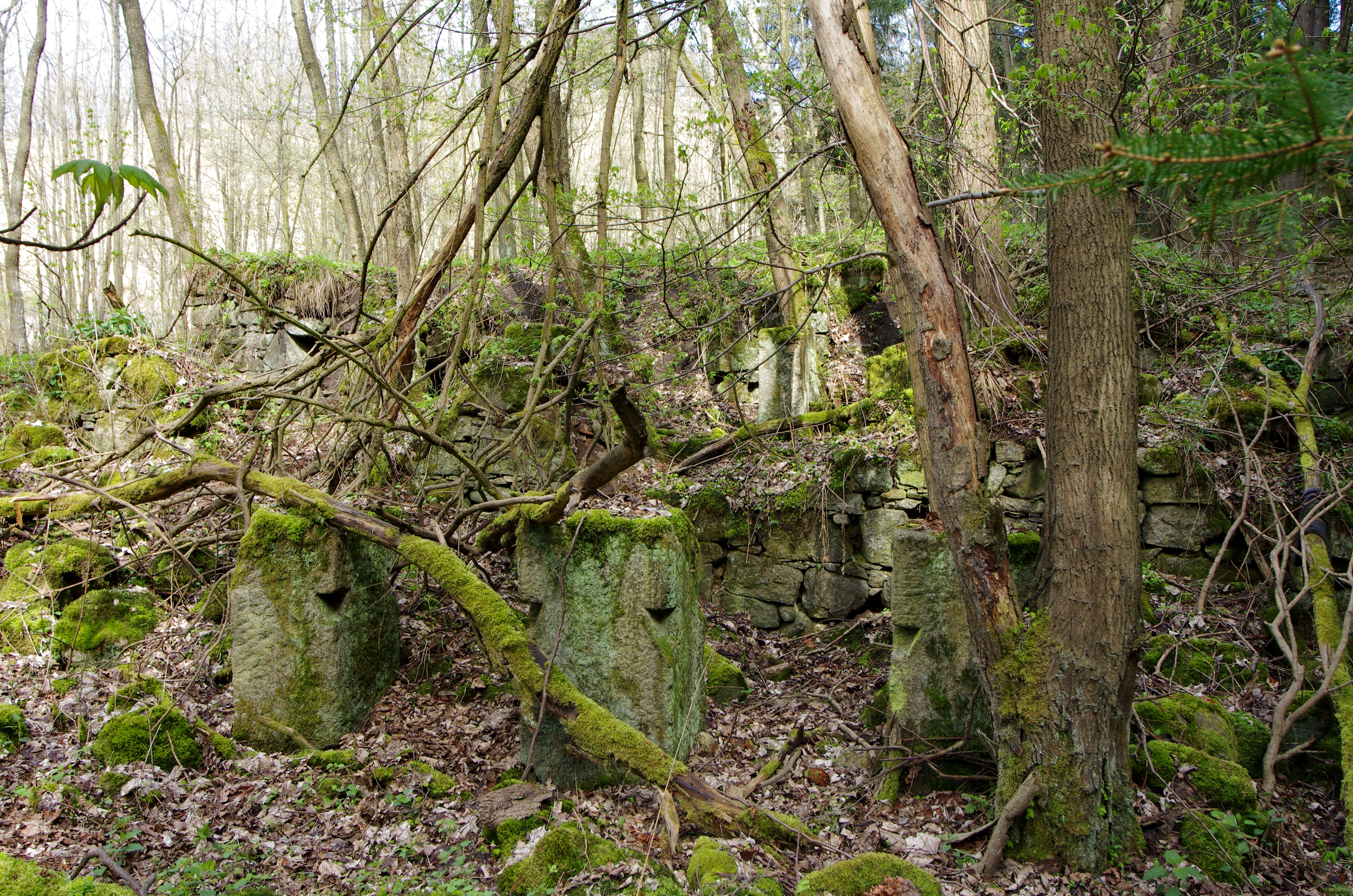
Pozůstatky Železného mlýna

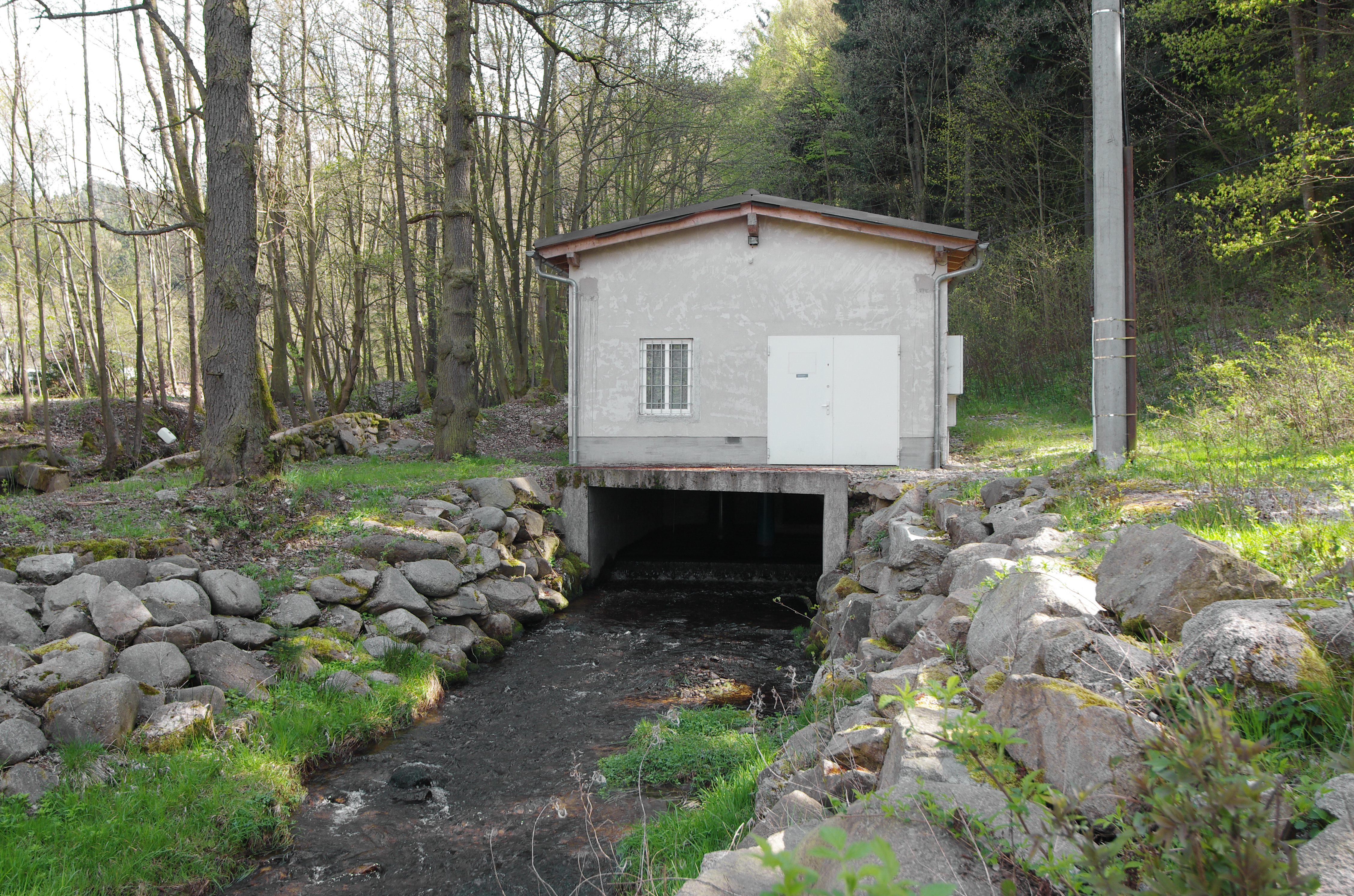
Malá vodní elektrárna v místě zaniklého Lněného mlýna

Na toku potoka bylo v minulosti 15 mlýnů. Jejich historie je někdy známá, ovšem některé jsou doloženy jen zákresy v historických mapách. Ne všechny mlýny ovšem pracovaly současně a ne všechny mlýny mlely obilí. Často se síla vody využívala pro drcení lnu, nebo pro pohon pily či železných hamrů. Některé byly během roku přestavovány z obilných mlýnů na pily, protože úroda obilí v horských oblastech nebyla dostatečná k celoročnímu využití. Všechny mlýny však zanikly, některé zcela, z jiných zůstaly rozvaliny zdí a sklepů. Převážná část mlýnů zanikla v období krátce po skončení druhé světové války. Nejprve došlo k odsunu německého obyvatelstva a současně zabrala téměř celé území Slavkovského lesa armáda k vytvoření nového výcvikového prostoru. Při opouštění území armádou byly mlýny srovnány se zemí. Na základech několika mlýnů byly později postaveny rekreační objekty. Mlýny měly svoje vyrovnávací rybníky a vodní náhony, často dlouhé několik stovek metrů. Tyto náhony jsou v terénu zřetelné i v současnosti.

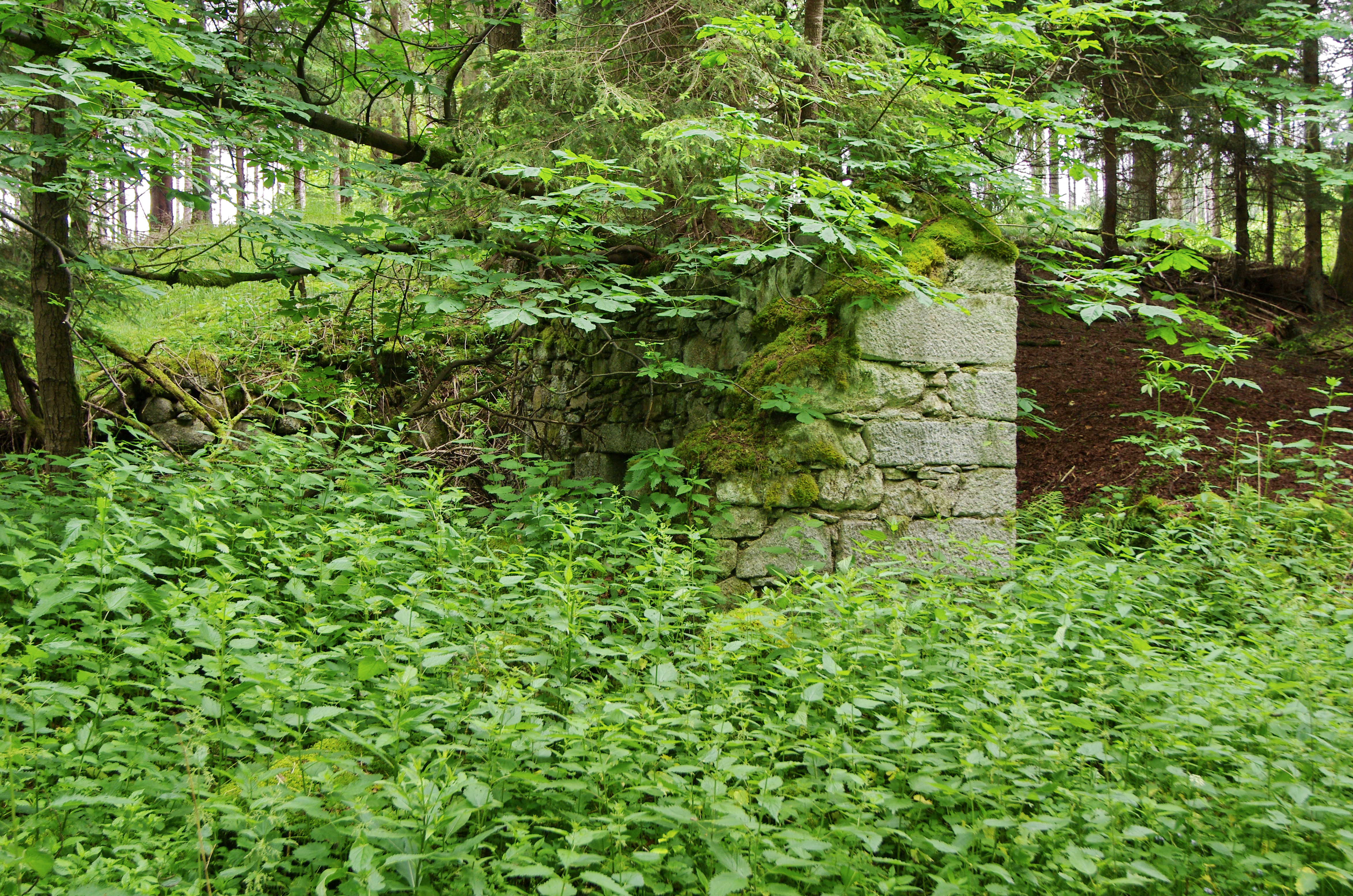
Pozůstatky Bühnlova mlýna

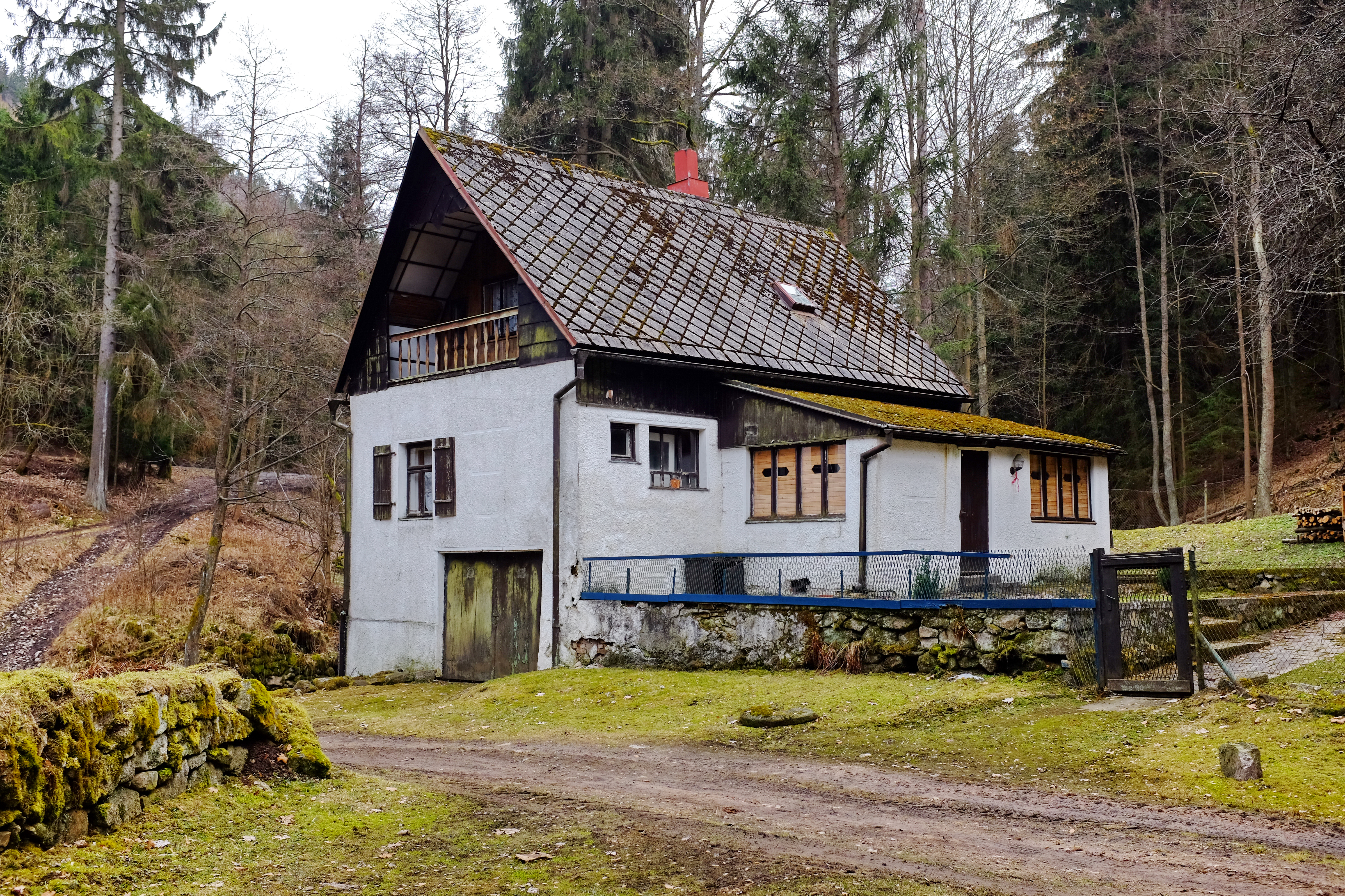
Chata na místě Lobezského mlýna

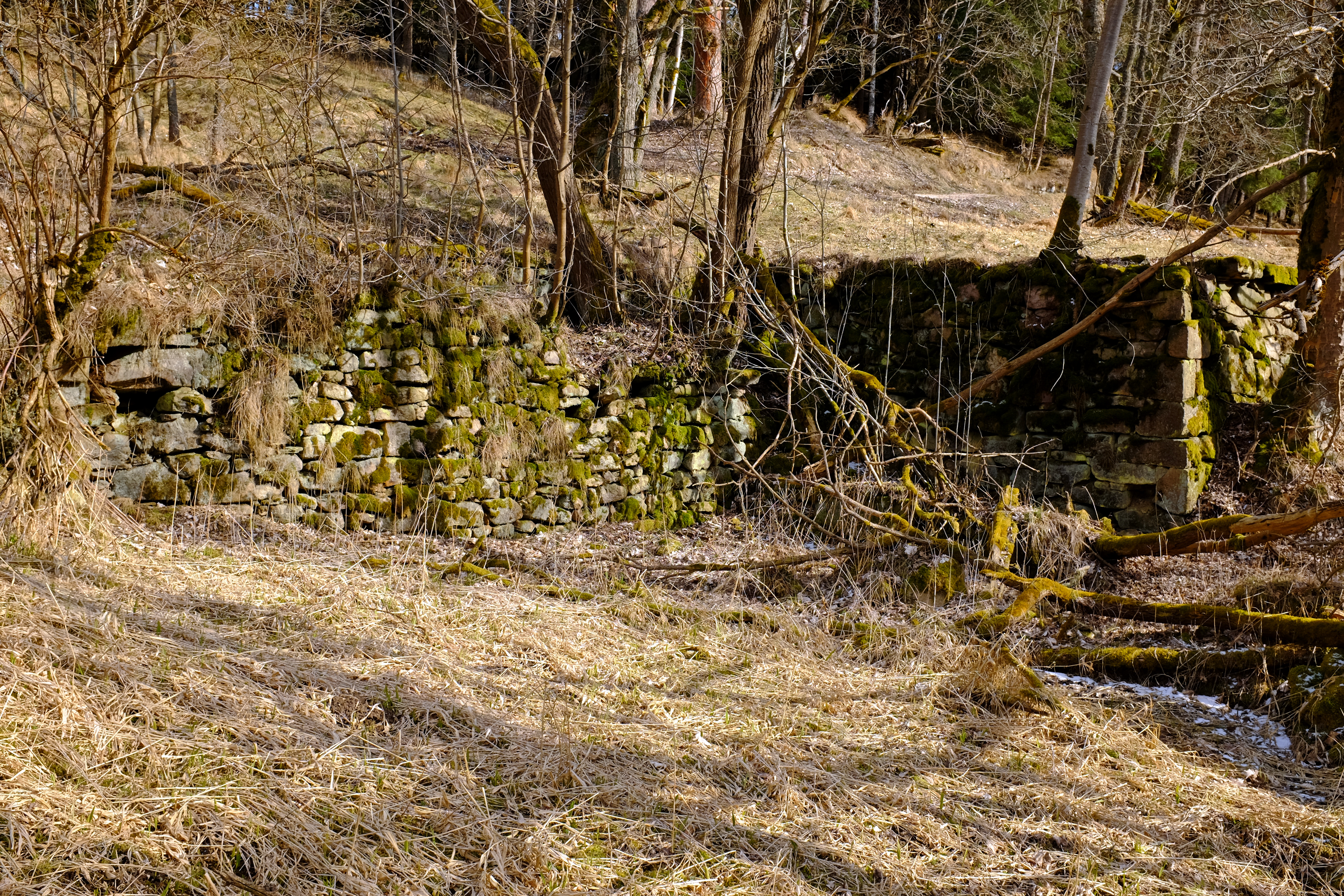
Pozůstatky Seffova mlýna

Prvním mlýnem na toku potoka byl obilný Bühnlův mlýn. Nacházel se jen asi 300 m od pramene potoka v lukách při okraji lesa a patřil mezi starší mlýny, pravděpodobně z období okolo roku 1800. Koncem 19. století se zde stala smutná událost. Po práci v lese se vracela domů mlynářova manželka, která byla ve vysokém stupni těhotenství. Cestou domů předčasně porodila, jen pár metrů od mlýna. Dítě se narodilo mrtvé a žena vykrvácela. Na místě úmrtí nechal mlynář postavit boží muka, aby se na ni nezapomnělo. Kamenný podstavec, ovšem už bez železného kříže, se nachází v hustém porostu. Mlýn využívali sedláci z okolí horního toku potoka. Význam mlýna poklesnul, když byl o něco níže postaven Matzlův mlýn s výhodnější polohou pro sedláky z Vranova a Čisté. Mlýn proto ukončil svoji činnost v průběhu dvacátých let 20. století. Po jeho zániku les zabral celé okolí a tak se zbytky stavení nacházejí uprostřed hustého lesa.

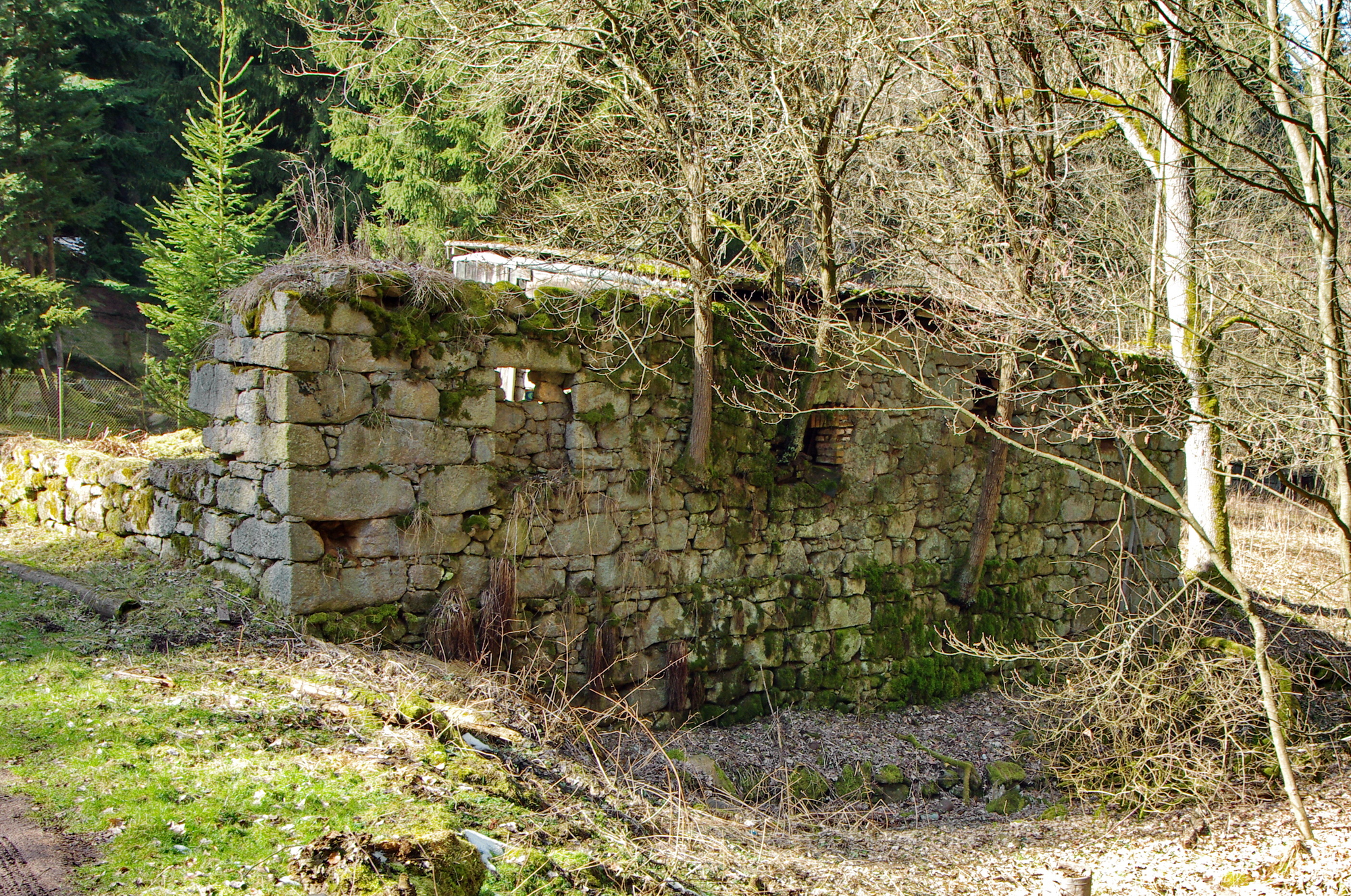
Pozůstatky hospodářské budovy Lobezského mlýna

Nejvyšší koncentrace mlýnů na Lobezském potoce byla v osadě Podstrání.
Jeden z nich, Schimmerův mlýn, stával na pravém břehu, těsně pod silnicí. Jedná se o jediný mlýn, který se zachoval v podobném vzhledu, jaký měl dlouhá staletí. Dnešní rekreační objekt je postaven na základech bývalého mlýna, ze kterého se zachovala sklepní část. Původně se jednalo o obilný mlýn a mlýn k drcení lnu na lněný olej. Později roztáčel malou turbínu k výrobě elektřiny pro objekt a k pohonu katru. Vznik mlýna se dá proto určit jen velice obtížně, je však zakreslen již na starých mapách, ze kterých vyplývá, že v těchto místech stál již minimálně v 17. století. Na spodním okraji Podstrání stával na pravém břehu potoka Schrammův mlýn, spadající pod obec Vranov. Patřil mezi nejznámější mlýny na Lobezském potoce a byl jeden z nejstarších. První písemná zmínka o něm je z roku 1662. Měl dvě hlavní stavení. Prvním objektem byla samotný mlýn, pohánějící katr a truhlářské stroje. Kromě rozřezávání klád se zde vyráběly dřevěné bedny pro pivovary a dřevitá vlna pro sklárny a porcelánky. Druhý objekt sloužil jako hostinec. Před hostincem se nacházela zastávka pravidelné linky autobusu. V létě zde zastavoval autobus na znamení, v zimním období, kdy byla cesta do Čisté zasypána sněhem, zde byla konečná stanice autobusové linky.
Rozsáhlým byl i Kamenný mlýn, který stával na pravém břehu potoka proti soutoku se Psím potokem. Jeho součástí se v pozdějších létech stal hostinec s výčepem, hojně navštěvovaný turisty. Konaly se zde i taneční zábavy, na které se sjížděli lidé z okolí, dokonce i ze Sokolova. Když dostala rodina mlynáře příkaz k odsunu do Německa, tak to mlynář neunesl a na nejsilnějším trámu na půdě se oběsil. Zanechal po sobě manželku s třemi dětmi. Největším mlýnem na toku byl Schneidenský mlýn, nazývaný rovněž jako Žofiin mlýn či Nellyina pila. Tento mlýn byl naopak nejmladším mlýnem na Lobezském potoce. Poprvé byl zakreslen v mapách z roku 1850. Jako jediný pracoval i po odsunu původních německých majitelů. Jako pila byl částečně využíván Vojenskými lesy. V druhé polovině 60. letech 20. století rozebrali mlýn majitelé chatek na stavební materiál. Na pozemku bývalé pily roste mohutný památný strom Douglaska Na pile. Ještě níže po toku stával Lobezský mlýn. Jednalo se o starý mlýn, o němž je písemná zmínka ve Šlikovském urbáři z roku 1525. Tragická událost se zde odehrála přibližně v polovině 19. století. Tehdejší mlynář měl dva syny, dvojčata. Při hraní děti nedávaly pozor a spadly do náhonu před mlýnským kolem. Dravý proud vody je strhnul pod mlýnské kolo a rozdrtil. Mlynář a mlynářka byli zdrceni, matka se z šoku nikdy nevzpamatovala a oněměla, otci se začaly třást ruce, že v nich neudržel žádný nástroj. Krátce poté se odstěhovali a mlýn přenechali jinému mlynáři.
Další starým mlýnem, o kterém je písemná zmínka ve Šlikovském urbáři z roku 1525, býval Medvědí mlýn. Ten stával nad obcí Vítkov, v katastru osady Novina. V objektu mlýna byla umístěna turistická atrakce, kterou zejména před Vánocemi navštěvovalo mnoho obyvatel z okolí. Jednalo se o betlém s jesličkami. Soubor postav, zvířat a vánočních motivů vyřezávalo mnoho generací majitelů mlýna. Mnoho figur bylo pohyblivých a jejich pohon zajišťovalo mlýnské kolo. Zajímavý a dramatický je poválečný osud betléma. Když se majitel mlýna dozvěděl o příkaz k odsunu, využil několik dní, které mu vystěhování zbývaly. Celý betlém rozebral na jednotlivé figury a stavení na díly. Ty pečlivě zabalil a naskládal do velkého batohu. V nočních hodinách, tajně, bez povolení, odcházel s batohem přes západní hranici do městečka Schirnding, kde měl tehdy své příbuzné a u nich rozebraný betlém ukryl. Takto chodil několik nocí, až tajně odnosil celý betlém. Nikdo z okolí o tom nevěděl. Jeho čin byl velice statečný, neboť mlýn se nacházel na rozhraní sovětské a americké okupační zóny. On jako Němec se nesměl volně pohybovat mezi vesnicemi bez speciální propustky obou stran. Kdyby ho při jeho nočních výpravách nějaký voják zahlédl, mohl ho okamžitě a bez varování zastřelit. Po odsunu se přestěhovala rodina mlynáře Weidenu a rozebraný betlém s nimi. Až do roku 1972 jej mlynář ukrýval na půdě svého domu, neboť se stále bál, že mu bude okupační armádou zabaven. Teprve později celý betlém sestavil dohromady. Pohyb figurek již nebyl odvozený od pohybu mlýnského kola, nýbrž poháněn elektricky. Když jej slavnostně předvedl všem okolním sousedům, ti se nestačili divit a betlém se stal záhy raritou. Půl roku poté zahynul při dopravní nehodě. Betlém zdědil jeho bratr, který jej nedlouho poté převedl na svého syna. Ten jej věnoval městečku Plößberg nedaleko Tirschenreuthu, které má na radnici malé muzeum betlémů. Mezi nimi si našel své místo jako výstavní kousek. Časem se však polámalo jedno z dřevěných ozubených koleček a pracovníci muzea jej nahradili umělohmotným. Nespočetli však správně převod a při spuštění došlo k rozházení vzájemných pohybů všech figur, které na sebe navazují. Betlém se zastavil a již se nepodařilo jej opět uvést do provozu.
Řada mlýnů na Lobezském potoce však zanikla ještě před rokem 1945. Mezi ně patřily například Železný mlýn, Lněný mlýn a Kroupový mlýn u Vítkova.
Za zajímavost lze považovat záměr na vybudování přehradní nádrže s elektrárnou. S tímto projektem přišla sokolovská radnice v poválečných letech 1946 až 1947. Přehrada měla být postavena pod Medvědím mlýnem. Ke stavbě však nedošlo. Důvodem bylo stanovisko armády, že nemůže zajistit bezpečnost přehrady v místech, kde armáda ve vojenském prostoru provádí dělostřelecká cvičení. Ke stavbě tudíž nedošlo, riziko, že nějaký dělostřelecký náboj přehradu zasáhne, bylo příliš vysoké. Případná přívalová vlna by totiž byla pro Sokolov katastrofální.

## Fotogalerie

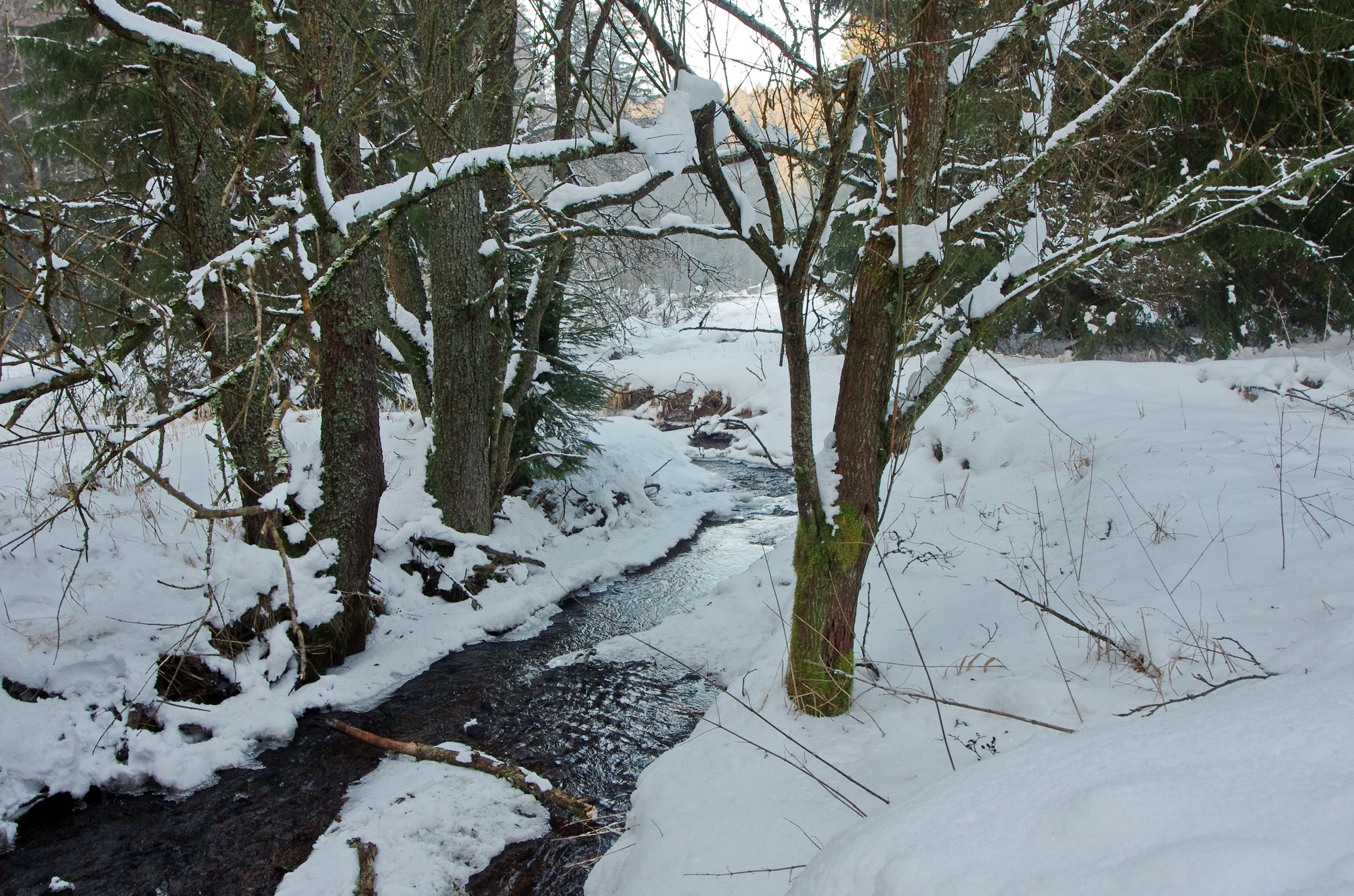
U zaniklého Bühnlova mlýna
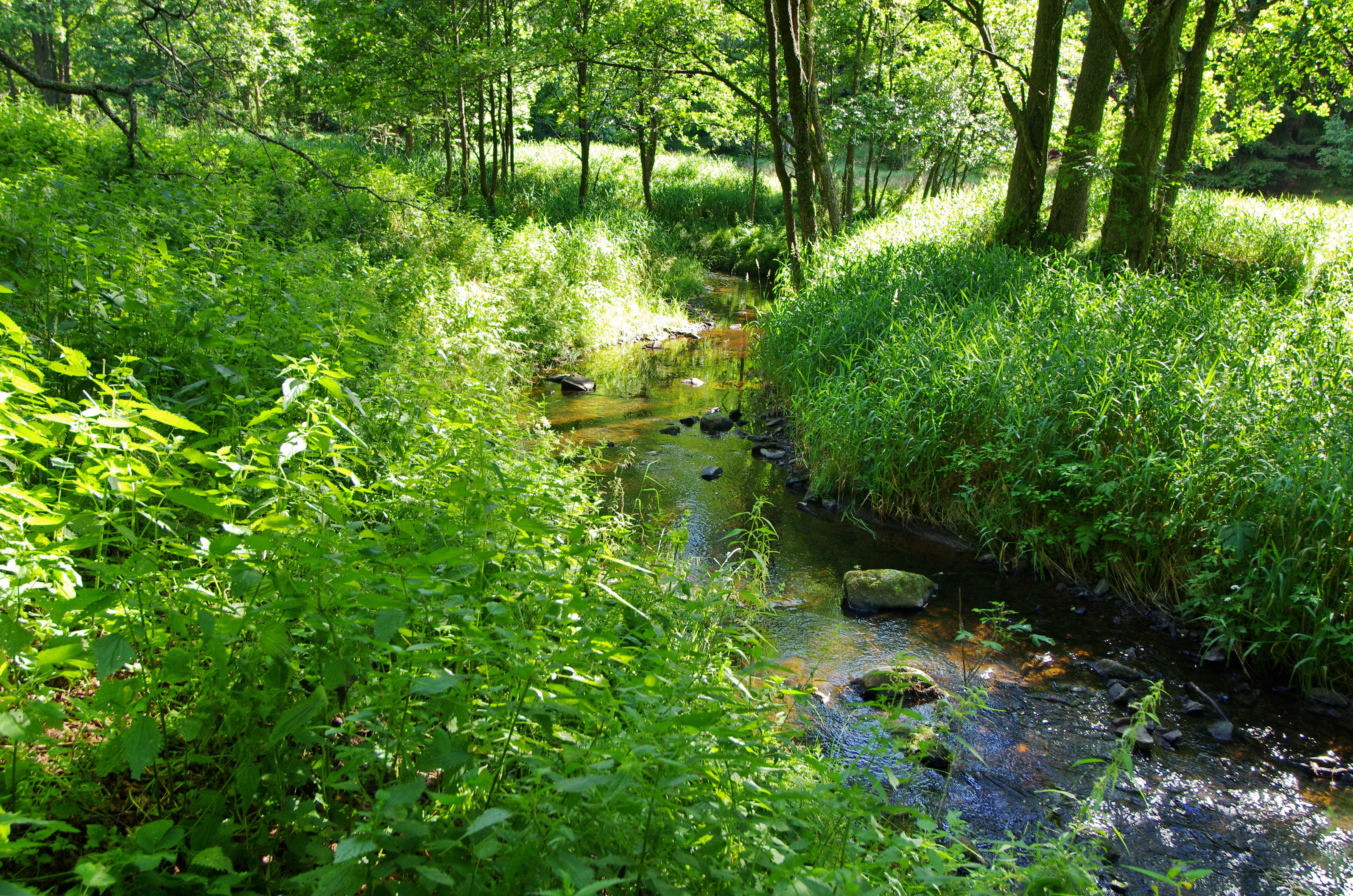
U ruiny Allisova mlýna
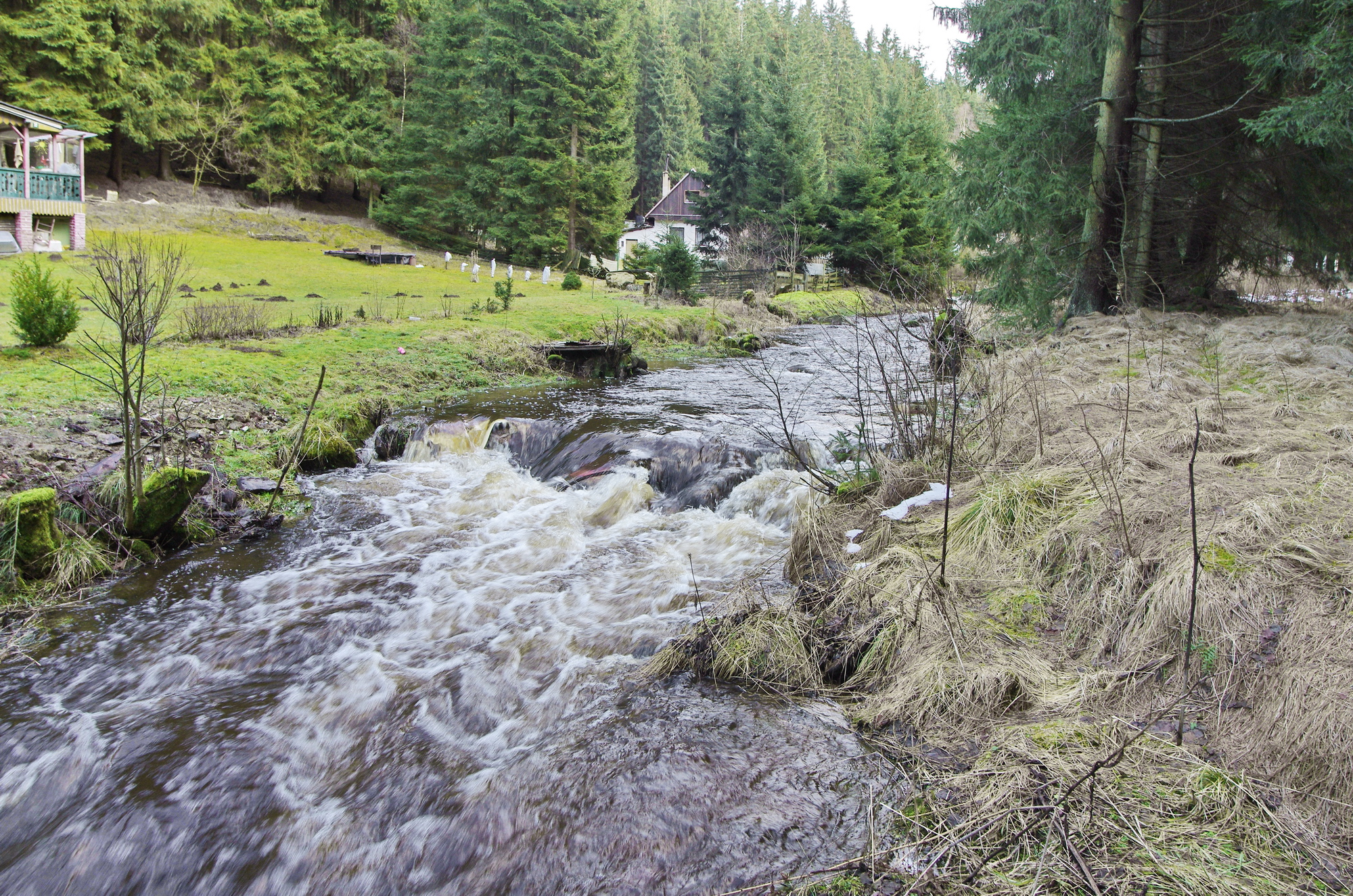
V Podstrání v místě u Kamenného mlýna
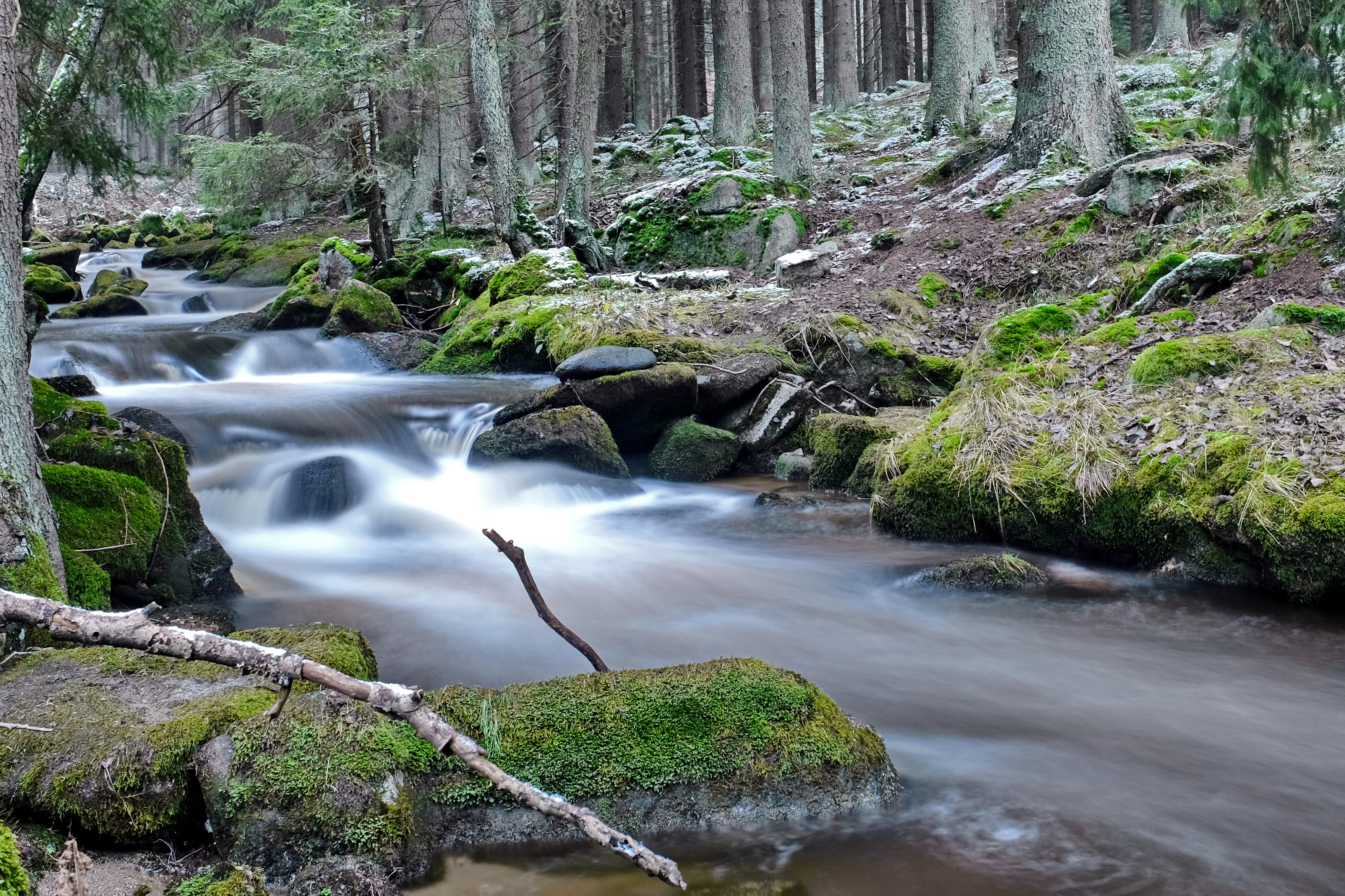
Pod Lobzy
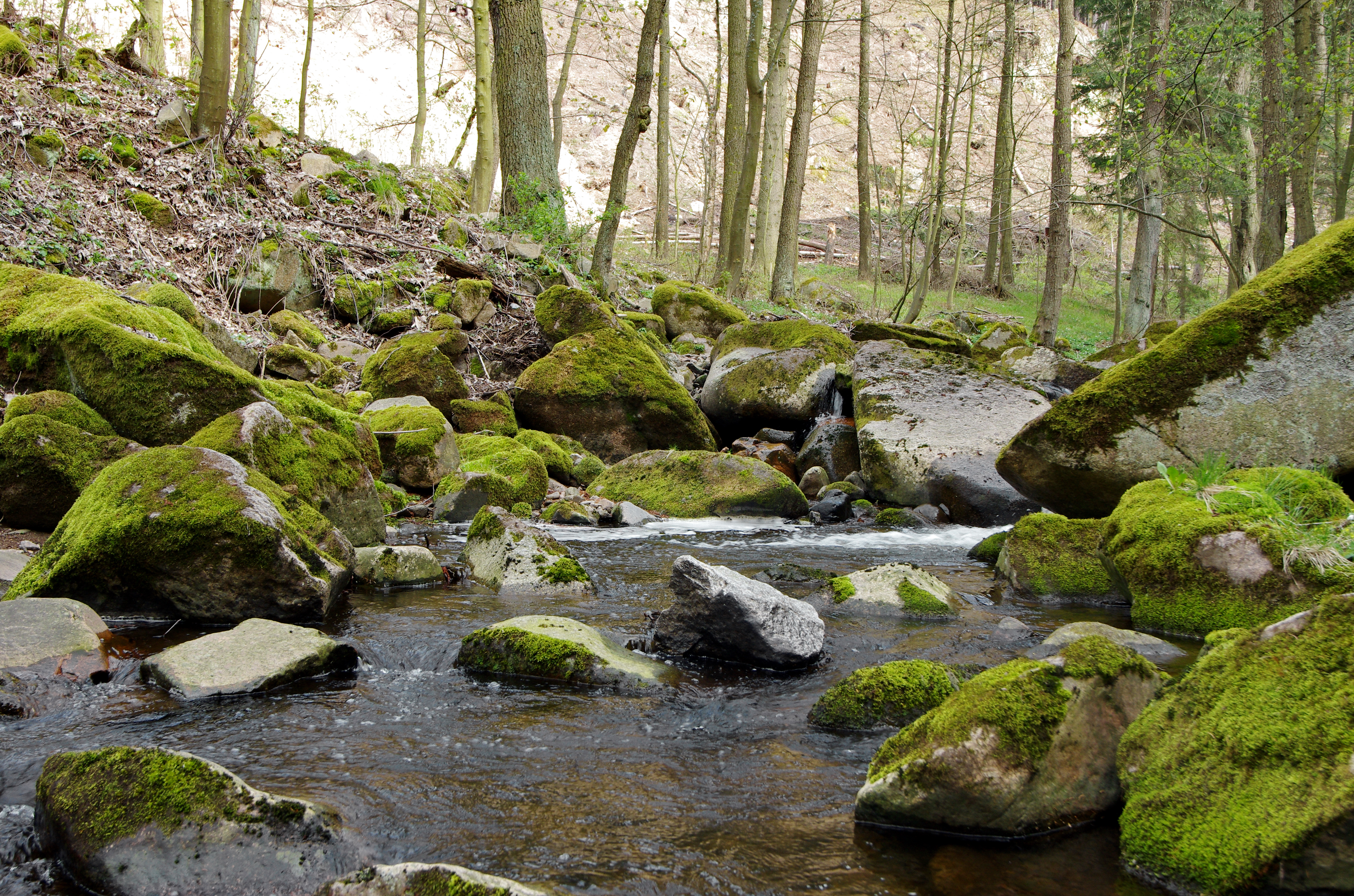
V zaniklém Vítkově
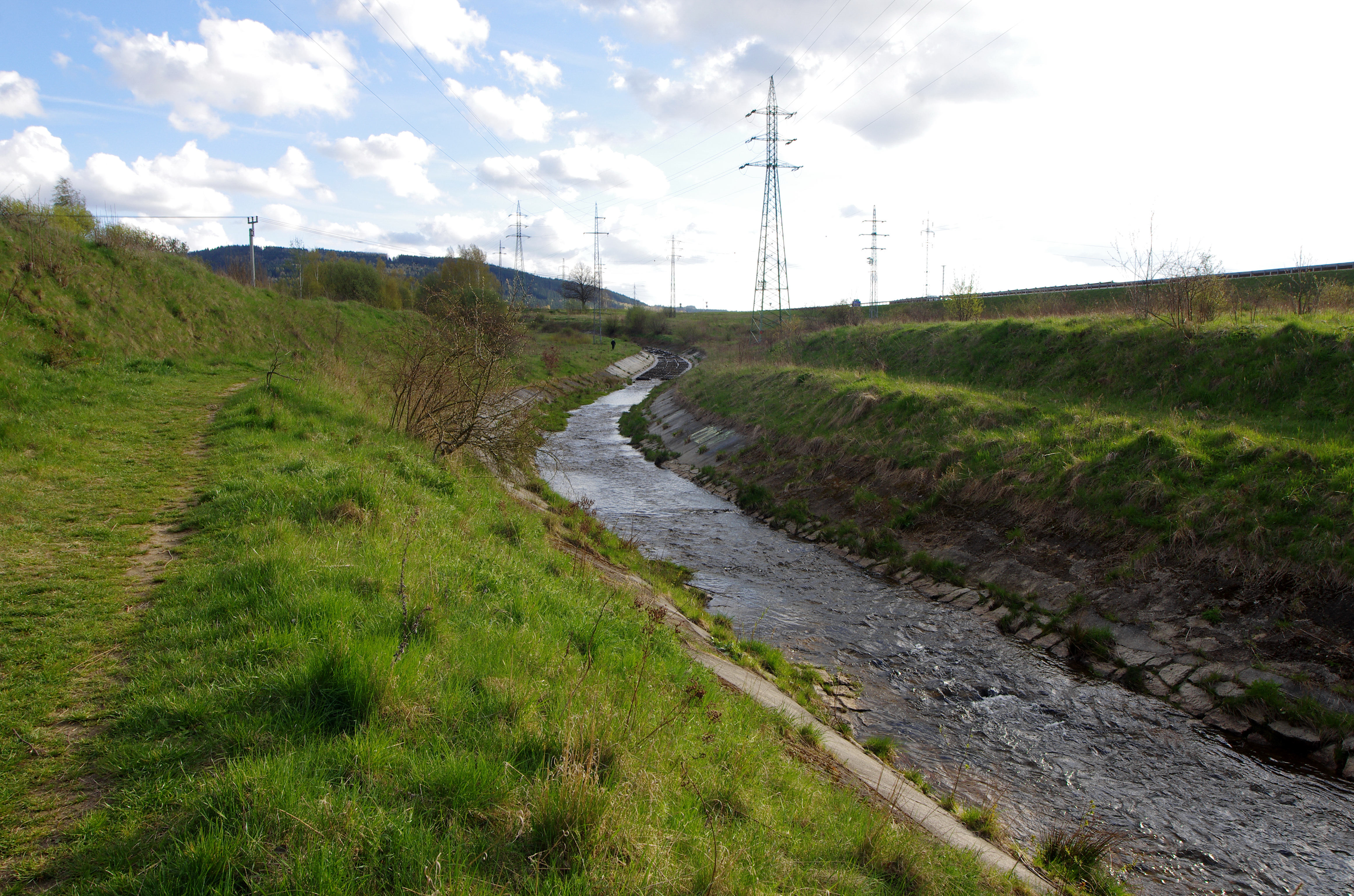
Umělé koryto nad Sokolovem
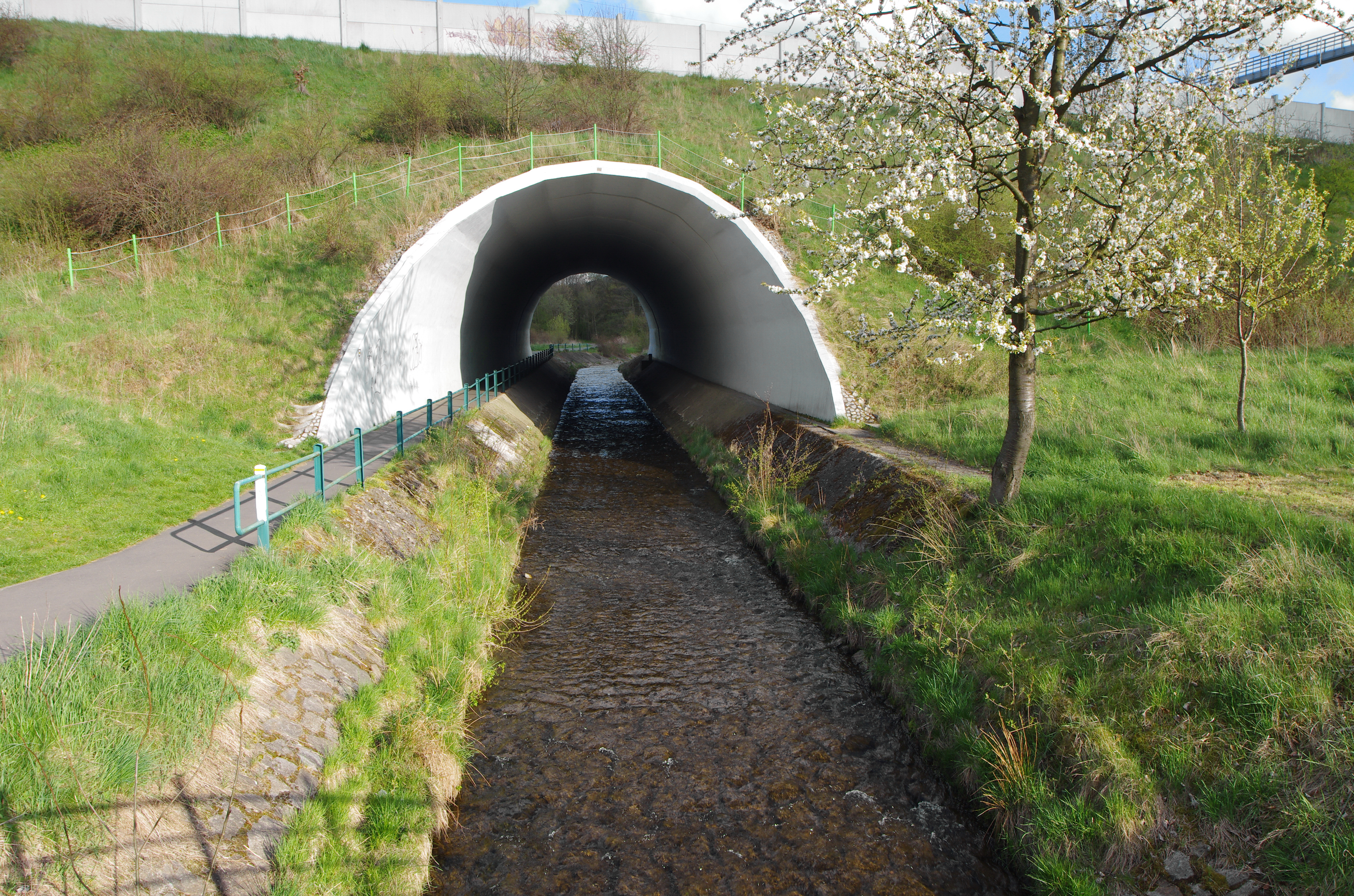
Pod dálnicí D6
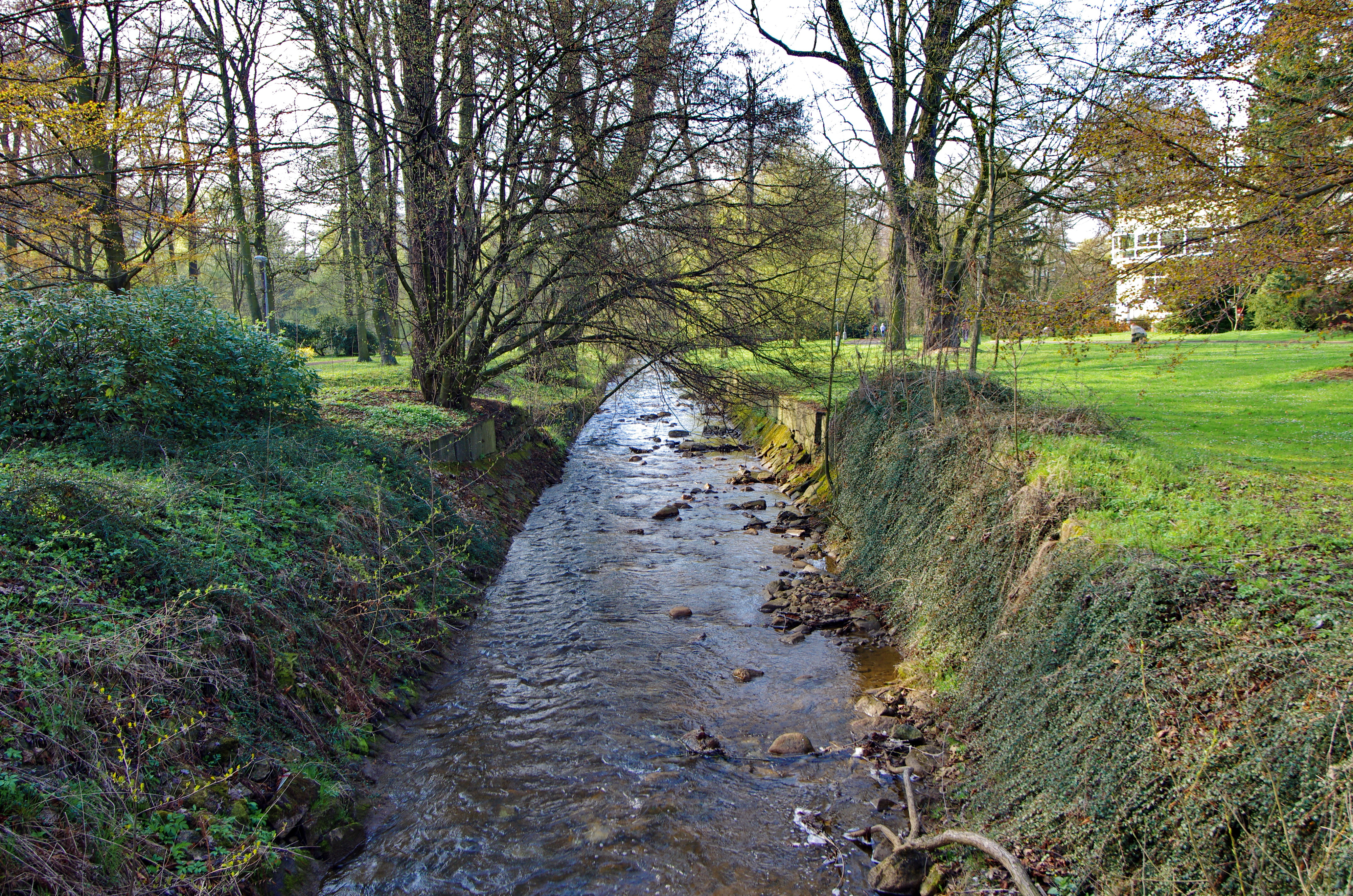
V Husových sadech v Sokolově
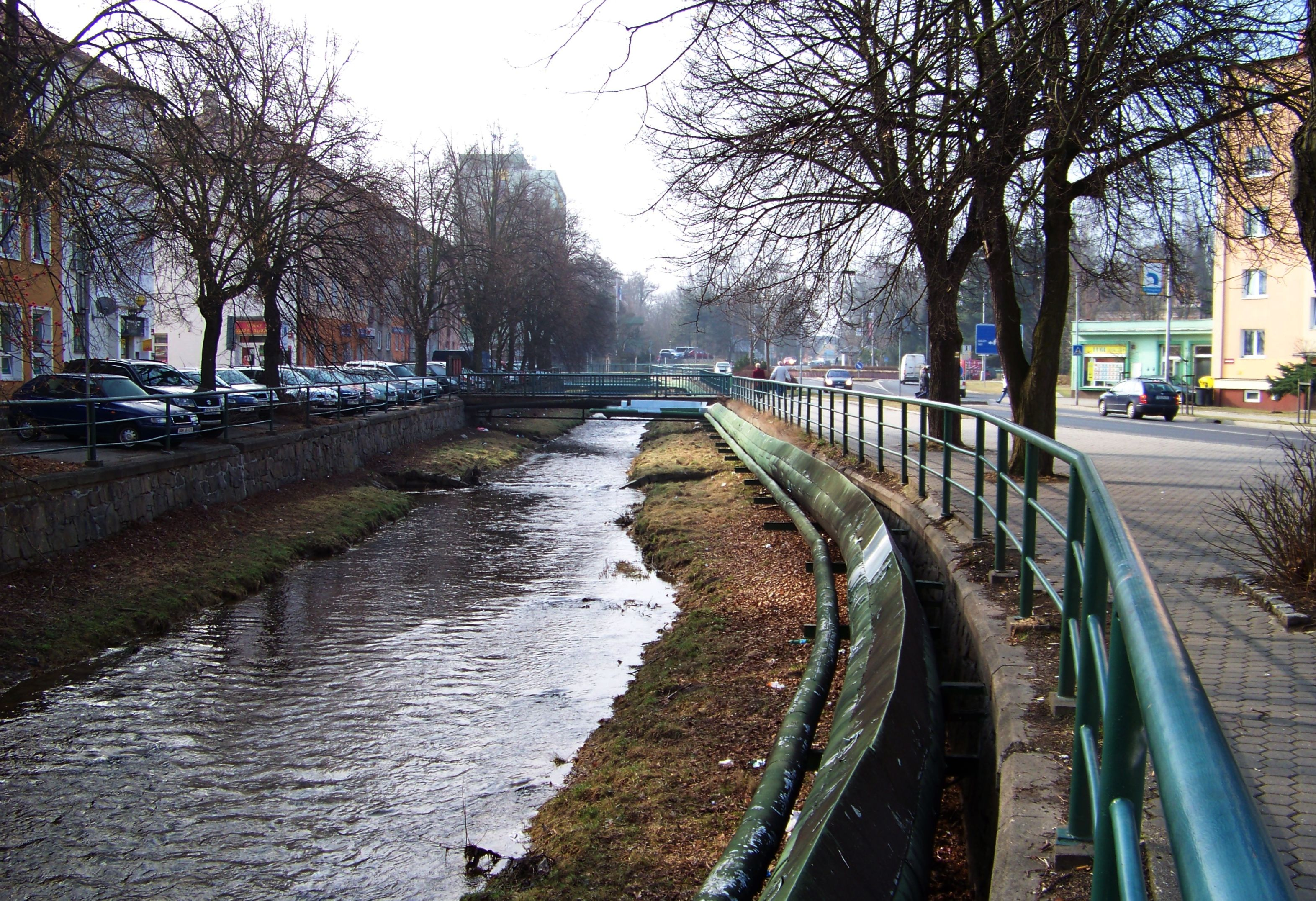
Před soutokem s Ohří v Sokolově
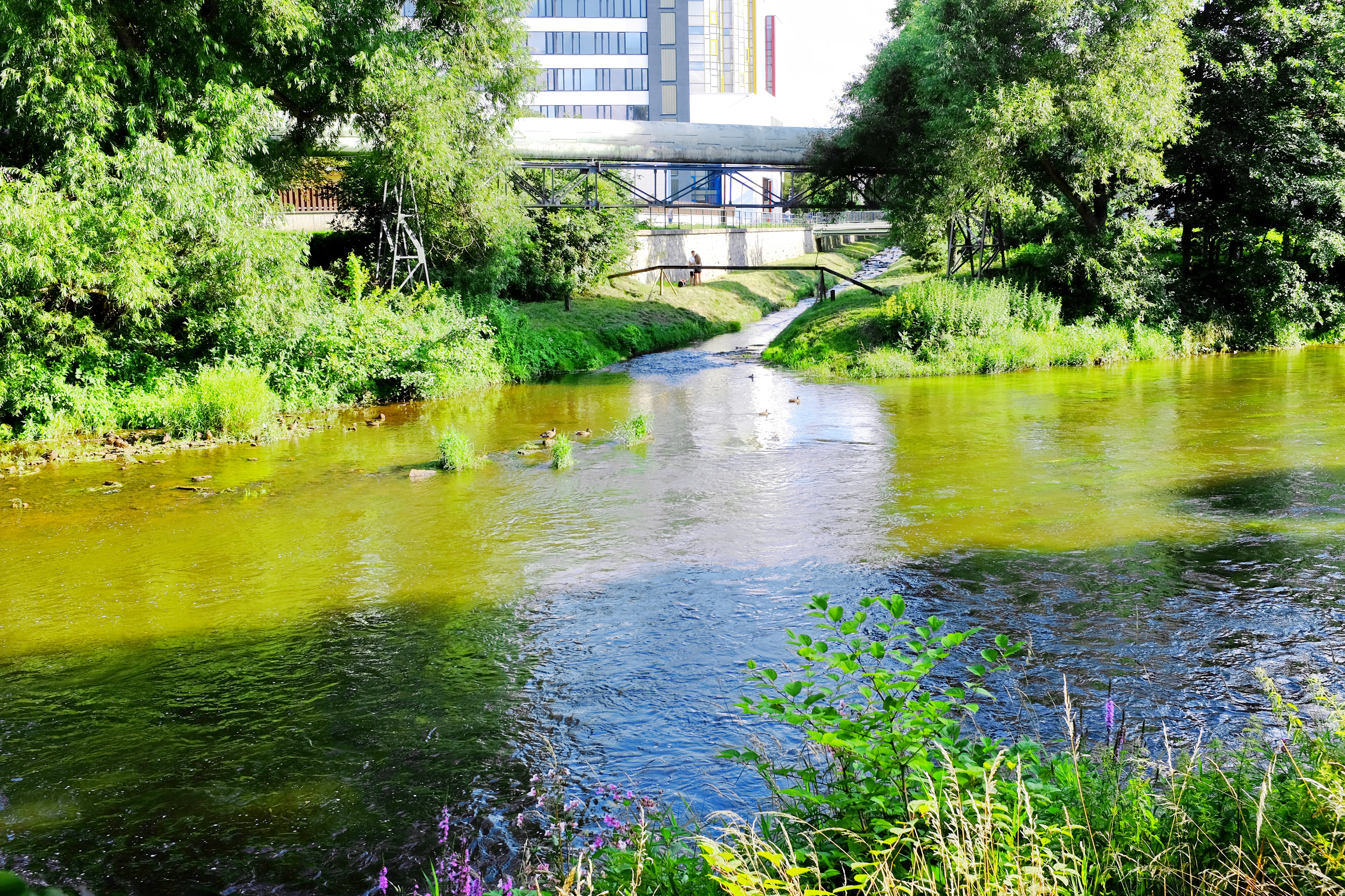
Soutok s Ohří v Sokolově

## Mlýny
- Bühnlův mlýn
- Matzlův mlýn
- Seffův mlýn
- Gaberův mlýn
- Allisův mlýn
- Schimmerův mlýn
- Zuberův mlýn
- Schrammův mlýn
- Kamenný mlýn
- Schneidenský mlýn
- Lobezský mlýn
- Medvědí mlýn
- Železný mlýn
- Vítkovské mlýny